# RSS
RSS је породица веб формата који се користе за објављивање садржаја интернет страница које се често мењају, као што су новински наслови; такође, може садржати и слике, аудио и видео садржаје и друге типове датотека. RSS документ (често називан "довод" или "канал") садржи или сажетак садржаја са придружене интернет странице, или читав текст, као и придружене метаподатке (као што су име аутора и датум) о садржају или делу садржаја.
 документе може читати програм који се назива RSS читач или агрегатор довода. Корисник се помоћу таквог програма може претплатити на садржаје са више различитих довода и сајтова, при чему програм комбинује садржаје са тих сајтова у такозвану реку садржаја. Многи веб читачи, као што су Google Chrome и Опера, имају уграђену подршку за праћење RSS канала и корисници се могу претплатити на њих кликом на  икону унутар интерфејса програма.
RSS стандард је велику популарност стекао уз помоћ блогова, форума и осталих веб апликација које се базирају на сервирању садржаја корисницима. Већина интернет сервиса и готових скрипти и програма омогућује извоз садржаја у овом формату.

## Историја
Пре RSSа постојали су различити системи за претплату на Веб садржај али се нису показали успешним.
RDF Site Summary, прва верзија  стандарда, направљена је за потребе компаније Нетскејп; аутори су били Ден Либи и Раманатан В. Гаха. Сам стандард је објављен у марту 1999. за употребу на корисничком порталу компаније Нетскејп. Ова верзија је постала познатија под називом RSS 0.9. У јулу 1999. Ден Либи је објавио нову ревизију стандарда, RSS 0.91, која је поједноставила стандард уклањајући ослонац са RDFа и прихватајући предлоге које је дао Дејв Вајнер. Овом приликом стандард је преименован у Rich Site Summary.
Ово је уједно последњи утицај компаније Нетскејп у развоју стандарда у следећих осам година. У међувремену долази до нагле популарности стандарда. На крају је Нетскејп уклонио подршку за RSS када је компанију купио AOL у априлу 2001. године, што је довело до уклањања све документације и алата који су подржавали овај формат.
Као резултат појавиле су се два ентитета који би наставили рад на формату; то су били радна група RSS-DEV и Дејв Вајнер, чија је компанија ЈузерЛенд Софтвер била прва која је објавила апликације за уређивање и читање RSS докумената после компаније Нетскејп. Вајнер је објавио допуњену верзију 0.91 на свом сајту, покривајући начине на које су производи његове компаније користили формат. Радна група RSS-DEV, која се састојала од Гахе, и представника компанија O'Reilly Media и Moreover, објавила је верзију 1.0 у децембру 2000. Ова верзија је наставила да користи RDF као основу и донела је подршку за  именске просторе.
У децембру 2000. године Вајнер је објавио RSS 0.92 као мањи сет промена које су укључивале тзв. "enclosure" елемент који је дозвољавао да се аудио датотеке прикључе RSS документима; ова могућност дозволила је развој подкаста. Вајнер је касније објавио предлоге за верзије 0.93 и 0.94 које су касније повучене. У септембру 2002. године Вајнер је објавио верзију 2.0 и променио назив у Really Simple Syndication. Ова верзија уклонила је непотребне атрибуте и увела подршку за  именске просторе за проширивање докумената. Нова верзија остала је компатибилна са верзијом 0.92.
Пошто ни Вајнер ни радна група RSS-DEV нису били чланови компаније Нетскејп, нико од њих није могао да тврди да су назив RSS и формат њихови. Ово је довело до расправа који ентитет је заправо прави аутор стандарда. У јулу 2003. појавио се нови формат као резултат ових расправа; Атом (The Atom syndication format), који је осмишљен као поједностављен и чист формат, постао је предложени стандард од стране IETF документом  4287.
У јулу 2003. године, Вајнер и ЈузерЛенд Софтвер предали су ауторска права на спецификацију за верзију 2.0 Харвардовом Беркман Центру за Интернет и Друштво. У исто време, започео је и RSS Advisory Board као групу која би одржавала и објављивала спецификацију и давала одговоре на питања у вези са форматом.
У децембру 2005. године Мајкрософтови тимови који су радили на Интернет експлорер и Аутлук програмима, најавили су да ће њихови програми користити икону коју је прву користио Фајерфокс. У фебруару 2006. године, Опера је најавила да ће је и она користити. Овим је  икона практично постала стандард и за RSS и за Атом канале, и заменила различите иконе које су кориштене током година.

## Верзије
Постоје више различитих верзија  стандарда, које спадају у две категорије:
- -  0.90 - прва верзија коју је развио Нетскејп. Тада се формат звао RDF Site Summary и био је претеча онога што ће касније постати RDF стандард. Сам формат је био базиран на недовршеној верзији поменутог RDF стандарда, са којим је касније постао некомпатибилан, након објављивања RDF 1.0.[2]
  -  1.0 - верзија стандарда коју је развила RSS-DEV радна група. Формат се и даље зове RDF Site Summary јер је и даље базиран на  стандарду, али је овај пут компатибилан са његовом верзијом RDF 1.0.[4]
  -  1.1 - верзија која представља додатак на верзију 1.0. Развијена је независно од развојне групе која је радила на верзији 1.0 и никад није јавно подржана и кориштена.[6]

- 2.*
  -  0.91 - допуњена и поједностављена верзија стандарда коју је Нетскејп објавио са Дејвом Вајнером. Формат је променио име у Rich Site Summary и задржао скраћеницу, и више није био базиран на  стандарду, а зато је био много једноставнији за употребу.[3]
  -  0.92 до 0.94 - допуне на верзију 0.91 које су биле међусобно компатибилне и компатибилне са 0.91, али не и са 0.90.
  -  2.0.1 - верзија са интерним називом 2.0. Назив формата је сад Really Simple Syndication. Са овом верзијом формат је додатно унапређен и упроштен, и додат је механизам проширења стандарда додатним елементима и атрибутима помоћу XML именских простора.[5]

Оно што представља велики проблем са компатибилности RSS докумената је тај што RSS документи могу садржати HTML елементе. Оригинални читач који је развила компанија Јузерленд Софтвер (чији је власник аутор верзије 0.91 Дејв Вајнер) одстрањивала ове елементе из наслова и садржаја уноса, што је постало стандард током времена. Међутим, постоје велике разлике у томе како читачи и аутори приказују и користе HTML елементе које се налазе у документима - док их једни игноришу, други их уклањају а трећи их прописно приказују.

## Пример
Како су RSS датотеке заправо базиране на XML, њихово читање је лако и за човека и за машине. Постоји велики број готових апликација као и библиотека у различитим програмским језицима који омогућују читање оваквих докумената.
```
<?xml version="1.0" encoding="UTF-8" ?>

<rss
 
version=
"2.0"
>

<channel>

	
<title>
RSS
 
Title
</title>

	
<description>
This
 
is
 
an
 
example
 
of
 
an
 
RSS
 
feed
</description>

	
<link>
http://www.someexamplerssdomain.com/main.html
</link>

	
<lastBuildDate>
Mon,
 
06
 
Sep
 
2010
 
00:01:00
 
+0000
 
</lastBuildDate>

	
<pubDate>
Mon,
 
06
 
Sep
 
2009
 
16:45:00
 
+0000
 
</pubDate>

	
<ttl>
1800
</ttl>

	
<item>

		
<title>
Example
 
entry
</title>

		
<description>
Here
 
is
 
some
 
text
 
containing
 
an
 
interesting
 
description.
</description>

		
<link>
http://www.wikipedia.org/
</link>

		
<guid>
unique
 
string
 
per
 
item
</guid>

		
<pubDate>
Mon,
 
06
 
Sep
 
2009
 
16:45:00
 
+0000
 
</pubDate>

	
</item>

</channel>

</rss>

```

 документ мора бити слат са сервера као MIME тип application/rss+xml. Раније верзије стандарда дозвољавале да документ буде сервиран и као application/rdf+xml и чак text/xml. Дозвољене екстензије RSS докумената су .rss (препоручена) и .xml.
 документ може да референцира један или више RSS докумената, који могу, али не морају да представљају RSS варијанту садржаја тог HTML документа. На овај начин се веб читачима омогућује да по учитавању странице понуде кориснику да се претплати на садржај понуђених RSS канала, било унутар самог читача, било унутар одвојених програма. Ово се врши посебним HTML елементом у заглављу странице:
```
<link
 
rel=
"alternate"
 
type=
"application/rss+xml"
 
href=
"index.rss"
 
title=
"An example RSS feed"
 
/>

```